# Dopaminska beta hidroksilaza
Dopaminska β-hidroksilaza (DBH) je enzim koji konvertuje dopamin u norepinefrin.
DBH je oksigenaza sa molekulskom težinom od 290 kDa koja sadrži bakar. Ona ima četire identične podjedinice, i za njeno dejstvo je neohodan askorbat kao kofaktor. Ona je jedini enzim koji učestvuje u sintezi malog molekula (neurotransmitera) koji je vezan za membranu, te je norepinefrin jedini transmiter koji se sintetiše unutar vezikula. Dopaminska β-hidroksilaza je izražena u noradrenergijskim nervnim završecima centralnog i perifernog nervnog sistema, kao i u hromafinskim ćelijama adrenalne medule.
- Dopamin
- Norepinefrin.

Inhibitori dopaminske β-hidroksilaze su disulfiram, tropolon, i, nepikastat koji je najselektivniji.

## Spoljašnje veze
- Deficijencija dopaminske beta hidroksilaze
- Dopamine+beta-Hydroxylase на 